# Dystrybucja Linuksa

Tux – oficjalne logo Linuksa

Powiązania między dystrybucjami na osi czasu

Dystrybucja Linux-a – uniksopodobny kompletny system operacyjny zbudowany na bazie jądra Linux. Znakomita większość dystrybucji zawiera dużo elementów projektu GNU, co sprawia, że są one dystrybucjami GNU/Linuksa. W skład dystrybucji, oprócz samego jądra, wchodzą podstawowe programy i usługi takie jak powłoka, skrypty startowe, narzędzia konfiguracyjne, a także często duży zestaw aplikacji użytkowych. W obrębie dystrybucji używana jest jednolita organizacja plików konfiguracyjnych oraz wspólny mechanizm instalowania nowych aplikacji. Niekiedy terminem „dystrybucja” określa się także systemy zbudowane na bazie jąder innych niż Linux (np. GNU Hurd czy jądro FreeBSD); szczególnie można tutaj wyróżnić klony dystrybucji uniksowych (np. Debian).

## Historia
Linux sam w sobie jest jedynie jądrem systemu operacyjnego stanowiącym warstwę pośrednią między aplikacjami a sprzętem. Od samego początku było ono wykorzystywane razem z aplikacjami opracowywanymi dla wolnego systemu operacyjnego GNU dzięki dostępności kodu źródłowego. Samodzielna budowa i kompilacja wszystkiego ze źródeł, a następnie organizowanie ich w działający system operacyjny było jednak czasochłonnym zajęciem, wymagającym dodatkowo dużej wiedzy na temat całego procesu, dlatego już kilkanaście miesięcy po publikacji pierwszych wersji Linux-a pojawiły się gotowe dystrybucje. Najstarszą wciąż aktywnie rozwijaną dystrybucją jest Slackware Linux – został on po raz pierwszy wydany 16 lipca 1993 roku, a zbudowano go na bazie wcześniejszej dystrybucji SLS. Miesiąc później Ian Murdock ogłosił na liście dyskusyjnej comp.os.linux.development powstanie projektu Debian, obecnie jednej z najbardziej wpływowych dystrybucji.
Początkowo dystrybucje były tworzone przede wszystkim dla wygody użytkowników, lecz z biegiem czasu wiele z nich przekształciło się w poważne przedsięwzięcia rozwijane przez firmy (np. Red Hat Enterprise Linux, Ubuntu) lub organizacje niekomercyjne (Debian).

## Budowa
Większość oprogramowania wchodzącego w skład dystrybucji Linuksa jest rozwijana przez osoby trzecie. Jego użycie w danym projekcie jest możliwe dzięki liberalnym licencjom takim, jak GNU General Public License zezwalającym na swobodną dystrybucję kodu źródłowego, dokonywanie w nim zmian oraz kompilację pod warunkiem udostępnienia ich dalszym użytkownikom na identycznych zasadach. Poszczególne dystrybucje mocno różnią się między sobą w kwestiach związanych z:
- aktualnością wersji aplikacji – czy wybierane są najnowsze wydania, czy też starsze, ale dokładniej przetestowane i z poprawionymi błędami,
- stopień ingerencji w oryginalny kod źródłowy – czy i w jakich ilościach twórcy modyfikują oryginalny kod źródłowy przy pomocy łatek,
- organizacja aplikacji na dysku – ten sam program w różnych dystrybucjach może instalować się w innym miejscu lub mieć inaczej zorganizowane pliki konfiguracyjne,
- opcje kompilacji – dostępne oprogramowanie może być kompilowane z różnymi opcjami, np. poprawiającymi wydajność na jednej platformie sprzętowej kosztem dostępności na innych.

Cechą szczególną wyróżniającą dystrybucje Linuksa spośród innych systemów operacyjnych, a w szczególności systemów Microsoft Windows, jest sposób instalowania nowych aplikacji. Dystrybucje posiadają centralne repozytorium z pakietami reprezentującymi poszczególne programy zbudowane i przygotowane przez twórców dystrybucji pod kątem konkretnego systemu. Pakiet, oprócz binariów oraz wszystkich niezbędnych plików, zawiera dodatkowe informacje opisujące zawartość archiwum, wersję programu, zależności oraz dodatkowe skrypty niezbędne do poprawnej instalacji. Pakietami zarządza specjalny program zwany menedżerem pakietów, który potrafi zlokalizować najnowszą wersję danego pakietu w dostępnych repozytoriach, zainstalować program oraz znaleźć wszystkie niezbędne zależności. Liczba pakietów w typowej dystrybucji waha się od kilkuset do kilkunastu tysięcy.
Autorskie oprogramowanie stanowi niewielką część wszystkich aplikacji. Najczęściej jest to instalator, skrypty startowe, dodatkowe narzędzia konfiguracyjne specyficzne dla danej dystrybucji oraz menedżer pakietów, aczkolwiek w jego przypadku istnieją projekty menedżerów wykorzystywane przez kilka/kilkanaście dystrybucji, np.  APT.

## Rodzaje dystrybucji
Dystrybucje Linuksa można klasyfikować według różnych kryteriów:
- komercyjne lub niekomercyjne,
- grupa odbiorców: dla użytkowników domowych, dla użytkowników biznesowych,
- obsługiwane platformy sprzętowe: wieloplatformowość lub optymalizacja pod kątem wybranych platform,
- przeznaczenie maszyn: serwery, komputery biurkowe, laptopy itd.
- ogólnego przeznaczenia lub wyspecjalizowane w wybranych zastosowaniach,
- wybór priorytetów: bezpieczeństwo, używalność, przenośność itd.

## Instalacja
Zazwyczaj dystrybucje są instalowane bezpośrednio na dysku twardym komputera. Istnieją jednak również dystrybucje, które da się uruchomić bezpośrednio z nośnika instalacyjnego. Początkowo dystrybucje instalowane były z dyskietek, lecz obecnie zostało to całkowicie zarzucone. Obecnie najpopularniejszym nośnikiem są płyty CD/DVD, które można zamówić, kupić lub utworzyć samodzielnie, wypalając dostępne w Internecie obrazy ISO. Coraz większą rolę odgrywa połączenie z Internetem, za pośrednictwem którego można zaktualizować system lub zainstalować dodatkowe oprogramowanie niedostępne na nośnikach instalacyjnych. Wiele dystrybucji daje możliwość instalacji systemu przez sieć, np. z wewnętrznego repozytorium firmy przy użyciu protokołu NFS lub z oficjalnych serwerów.
Wyjątkowa metoda instalacji cechuje dystrybucję Gentoo Linux. Pakiety nie są tutaj dostarczane w formie binarnej, lecz jako kod źródłowy, który podczas instalacji kompilowany jest na danym komputerze. Ma to zapewnić większą wydajność poprzez optymalizację pod kątem konkretnego sprzętu.

## Najważniejsze dystrybucje
10 najważniejszych dystrybucji Linuksa według DistroWatch.com:
| Dystrybucja                     | Twórca                     | Pierwsze wydanie |
| ------------------------------- | -------------------------- | ---------------- |
| Linux Mint                      | Clement Lefebvre           | 2006             |
| Ubuntu                          | Canonical Ltd.             | 2004             |
| Fedora                          | Społeczność, Red Hat, Inc. | 2005             |
| Debian GNU/Linux                | Ian Murdock                | 1993             |
| openSUSE                        | Społeczność, SUSE          | 2003             |
| Arch Linux                      | Judd Vinet                 | 2002             |
| PCLinuxOS                       | Texstar, Bill Reynolds     | 2003             |
| CentOS/Red Hat Enterprise Linux | Społeczność/Red Hat Inc.   | 2003             |
| Mandriva Linux                  | Mandriva                   | 1998             |
| Slackware                       | Patrick Volkerding         | 1993             |

## Dystrybucje innych systemów i środowisk
Z biegiem czasu termin dystrybucja przestał dotyczyć tylko Linuksa. Dystrybucja może obejmować dowolny zbiór oprogramowania: począwszy od klasycznych, pełnych systemów operacyjnych (z jądrem i aplikacjami), poprzez wszechstronne środowiska w rodzaju JDistro, a skończywszy na specjalizowanych zestawach aplikacji, np. AMP lub XAMPP, czyli zestaw do serwowania stron internetowych LAMP, ale przeznaczony dla różnych systemów operacyjnych.
Dystrybucje mogą być zupełnie samodzielne, np. JDistro i JNode (dystrybucje Javy), TrueOS (FreeBSD) czy SchilliX (OpenSolaris). Istnieją też podprojekty Debiana oparte na jądrach z rodziny BSD (GNU/kFreeBSD, GNU/NetBSD), jądrze Hurd (GNU/Hurd) czy nawet zbiór pakietów Debiana przeznaczony dla Microsoft Windows.